# Långsvansad bäcksalamander
Långsvansad bäcksalamander  (Eurycea longicauda) är ett stjärtgroddjur i familjen lunglösa salamandrar som återfinns i Nordamerika.

## Taxonomi[2]
Arten delas in i två underarter:
- E. longicauda longicauda
- E. longicauda melanopleura

Tidigare räknades även trestrimmig bäcksalamander (Eurycea guttolineata) som en tredje underart, E. longicauda guttolineata. Den betraktas emellertid numera som en egen art.

## Utseende
Salamandern är lång och slank, med en maxlängd på 16 cm. Rygg och sidor är gulaktiga med spridda mörka fläckar. Svanssidorna har mörka tvärstreck. Buken är gul till blekt beige, och vanligen utan fläckar. Underarten Eurycea l. melanopleura är mörkare, gulgrönt till gulbrunt färgad, med enfärgat mörka kropps- och stjärtsidor.
Som alla salamandrar i familjen saknar den lungor, och andas i stället med huden och svalget, som har blodkärlsrika fåror för att underlätta syreupptaget.

## Utbredning
Den långsvansade bäcksalamandern finns i USA från södra New York till Missouri och söderöver i höjd med Arkansas, nordöstligaste Mississippi, norra Alabama, nordvästligaste Georgia, västra North Carolina och nordvästra Virginia.

## Vanor
De vuxna salamandrarna är främst landlevande, även om de inte undviker vatten och är skickliga simmare. Vanligtvis gömmer de sig i och under murkna trädstammar och under stenar, i klippspringor och bland klippblock nära vattendrag. De kan också uppehålla sig i grottor. Den långsvansade bäcksalamandern är en social art, som inte förefaller att hävda revir. Den är främst aktiv under och strax efter skymningen, speciellt fuktiga och regniga nätter. Arten drar sig tillbaka till underjordiska utrymmen under oktober till april eller tidigt i maj, men om den sover någon egentlig vintersömn är oklart. Likt många ödlor kan arten snöra av sig svansen om den hotas av någon fiende.

### Föda
De vuxna individerna livnär sig framför allt av olika vattenlevande ryggradslösa djur som insekter, spindlar, mångfotingar, snäckor och daggmaskar. Larverna tar små kräftdjur, snäckor, mygg- och sländlarver och små skalbaggar.

### Fortplantning
Arten blir könsmogen vid mellan 1 och 2 års ålder. Litet är känt om parningsleken, men med utgångpunkt från studiet av djur i fångenskap antar man att den involverar samma typ av omslingringar och nafsanden som förekommer hos andra arter i familjen. Den kan ske under ett långt intervall, från vår till tidig höst, beroende på breddgrad och höjd över havet. Honan lägger mellan 60 och 100 ägg per år, i en eller flera omgångar. De kläcks efter 1 till 3 månader, och larvutvecklingen tar omkring ett halvår, men variationerna är stora. Äggen kan läggas både i vatten eller på land; i det senare fallet sker det i omgivningar med hög luftfuktighet, som grottor eller fuktiga klippspringor .

## Status
Den långsvansade bäcksalamandern betraktas som livskraftig ("LC"), populationen är stabil och man har inte konstaterat några egentliga hot.